# Мемориал мученикам фашистской революции
Мемориал мученикам фашистской революции (итал. Monumento ai martiri della rivoluzione fascista), также известный как фашистский некрополь (итал. sepolcreto fascista) — мемориал, расположенный на секторе Кьостро VI монументального кладбища Чертоза-ди-Болонья, рядом с усыпальницей павшим в Великой войне.

## Описание
В сборе средств на постройку некрополя участвовали самые видные фашистские деятели Болоньи, от Дино Гранди до Луиджи Федерзони.
Был построен в секторе VI Чертозы по проекту архитектора Джулио Улиссе Арата, с использованием гранита из Сиены. Статуи для рельефов, в частности для аллегорий Силы и Славы, были созданы при сотрудничестве скульптора Эрколе Дреи.
Памятник был открыт 28 октября 1932 года по случаю десятой годовщины похода на Рим, с торжественной церемонией переноса тел 53 павших за дело фашистской революции в новую святыню Чертозы.
Сам памятник представляет собой огромный гипогей (подземный храм), доминирующее положение в котором занимает алтарь павших. У входа в монумент надпись «Caduti per il fascismo Bologna memore qui li raccoglie e li onora in eterno» («Болонья помнящая павших за фашизм здесь собирает и будет их чтить навсегда»).